# Khánh Hội (bãi ngầm)
Bãi Khánh Hội (tiếng Anh: Director Shoal, tiếng Trung: 指向礁, bính âm: Zhǐxiàng jiāo) là một bãi đá ngầm thuộc cụm An Bang (cụm Thám Hiểm) của quần đảo Trường Sa, nằm vế phía tây nam của bãi Trăng Khuyết khoảng 58 km  và nằm về phía đông của đá Công Đo khoảng 77 km.
Tọa độ của bãi ngầm này là 8° 30' 0" N,115° 55' 0" E.
Bãi Khánh Hội là đối tượng tranh chấp giữa Việt Nam, Đài Loan, Philippines và Trung Quốc. Hiện chưa rõ nước nào đang kiểm soát bãi đá ngầm này.